# German Blue Flames
Die German Blue Flames waren eine westdeutsche Beat-Band aus Gelsenkirchen und Umgebung, die ihre Erfolge in den 1960er Jahren feierte.

## Bandgeschichte

### Anfänge
Die German Blue Flames gingen 1962 aus der Gelsenkirchener „Hot-Band“ Allround Men hervor. Zunächst wollten Klaus Grochowski und Hartmut Kulka bereits als Schüler eine Band gründen, scheiterten jedoch an der Beschaffung der nötigen Verstärkeranlage. Schließlich vereinigten sich Heiner Landwehr (Gitarre), Hartmut Kulka (Gesang, Gitarre), Hans Lißeck (Schlagzeug), Dirk Schortemeyer (Klavier) und Ulrich Feldhege (Gitarre) zur Tanzcombo Allround Men. Die Band spielte anfangs auf Vereins- und Schulfesten. Dirk Schortemeyer verließ die Band wegen seines Studiums, „die anderen vier waren längst vom Beat-Bazillus, der von England aus das Festland erobert hatte, befallen.“ Während eines London-Aufenthalts im Sommer 1962 besuchten Heiner Landwehr und Hartmut Kulka ein Konzert der britischen Rhythm-&-Blues-Combo Georgie Fame & The Blue Flames. Hier bekamen sie die Anregung, ihre Band zunächst Blue Flames, später bei Abschluss des Schallplattenvertrages aus rechtlichen Gründen „German Blue Flames“ zu nennen. Die ersten Auftritte hatten die German Blue Flames beim Jugendtanztee in Recklinghausen, im Gemeindehaus der evangelischen Matthäus-Gemeinde Gelsenkirchen-Buer-Middelich, sowie in zahlreichen kommunalen und konfessionellen Jugendheimen. Während dieser Zeit stieß dann auch Klaus Grochowski dazu. Alle Bandmitglieder studierten oder waren Abiturienten.

### Plattenverträge, Rundfunk- und Fernsehauftritte
1964 belegten die German Blue Flames den ersten Platz beim ersten „Vestischen Gitarrenfestival“ (später umbenannt in „Beatband-Festival“) in Recklinghausen. Im Anschluss daran nahm die Band mit Produzent Hans Beukenberg im Gelsenkirchener Ton- und Filmstudio (GTS) ihre erste Single auf (Rhythm & Blues & Johnny, deutsche Version / Good Bye), die am 13. März 1964 veröffentlicht wurde.
Während des „Twist-Battles ´64´“ am 14. November 1964 in der Stadthalle Kassel wurde von Telefunken und n - Zeitschrift für junge menschen ein Live-Sampler aufgenommen, der auch eine englische Live-Version von Rhythm & Blues And Joe„[sic]“  enthält. Die beiden LP-Versionen erschienen Ende des Jahres 1964.
Die Band unterschrieb Anfang 1965 einen Plattenvertrag bei Ariola. Im Ariola-Studio in Köln spielten die German Blue Flames am 15. und 16. Januar 1965 unter dem Produzenten Rudolf Leo Slezak vierzehn Titel, die offiziell auf dem Album erschienen (wiederum in einer Mono- und einer Stereo-Version), und You can´t do that als Outtake bzw. Ersatztitel ein, von dem allerdings kein Tape mehr existiert, wie Ariola der Band mitteilte. Die LP German Blue Flames  wurde am 18. April 1965 bei der Club Holiday Hit Parade in der Stadthalle Kassel neben anderen neuen Tonträgern anderer Interpreten präsentiert.
Im Februar 1965 belegte die Band beim 2. Beatband-Festival in Recklinghausen wieder den ersten Platz.
Am 18. April 1965 erschienen neben der LP auch drei weitere Singles, neben Baby, warte auf mich / Good-bye (beide deutschsprachig) auch Sunbeams At The Sky / Ecstacy, Die A-Seite hatte Achim Reichel, Gründer und Sänger der Beat-Band The Rattles, geschrieben. Als insgesamt vierte Single erschien die deutsche Version von Sunbeams : Mein Herz ist noch frei / Lovely lady. Die Rattles selbst hatten das Stück bereits im Frühjahr 1964 als B-Seite von Tell Me What Can I Do veröffentlicht. Den Vorschlag, den Song erneut aufzunehmen und zu veröffentlichen, hatte der Flames-Produzent Slezak gemacht, der gleichzeitig einen Musikverlag gesaß, bei dem "Sunbeams" verlegt worden war (was die German Blue Flames im Übrigen zumindest damals nicht wussten).
Am 30. Oktober 1965 traten die German Blue Flames im 1. Fernsehprogramm im von Radio Bremen produzierten 2. Beat-Club mit den Titeln Too much monkey business, You´ve got your troubles, I´ve got mine, Sunbeams at the sky, Hitparaden-Medley (Short Versions: Look through any window, Message understood, Eve of destruction, If you gotta go, go now, Almost there, Tears)l  und Teen scene (Outro) auf.
Am 26. Februar 1966 wurden die German Blue Flames von Radio Bremen live in der Bremer Stadthalle aufgezeichnet, wo sie neben einigen anderen Titeln ihre fünfte Single Sha-la-la-la-lee zusammen mit der britischen Beat-Sängerin Twinkle präsentierten. Nur dieser Flames-Titel wurde im Beat-Club Nr. 6 am 26. März 1966 bundesweit gesendet, ihr zweiter Auftritt in der Reihe. Andere Live-Stücke dieses Bremer Flames-Auftrittes wurden weder gesendet noch sind sie, soweit bekannt, als Tonkonserven erhalten.
Die Band hatte zudem Auftritte im WDR-Fernsehen (What´d I say und Long tall Sally live aus der Schauburg Gladbeck in Hier und heute am 21. September 1964 und ein Auftritt in Hierzulande – heutzutage im März 1966).
Die Coca-Cola-Deutschland GmbH ließ 1965 bis 1969 einige Werbe-Schallplatten mit dem Titel Things go better with Coke produzieren; neben der Original-Version als Probe-Vorlage und einer EP mit Dave Dee, Dozy, Beaky, Mick & Tich, Petula Clark, den Supremes und Ray Charles nahmen auch die German Blue Flames eine Version auf, die dem westdeutschen Jugendmagazin Bravo beigeheftet wurde.

### German Blue Flames contra Small Faces
Die Small Faces aus England belegten mit ihrem Original Sha-la-la-la-lee Platz 3 der britischen Charts sowie Platz 15 der deutschen. Die German Blue Flames waren mit ihrer Version, veröffentlicht am 3. Februar 1966 als 5. Single mit der B-Seite Rama Lama, in Deutschland erfolgreicher als die Small Faces. In der Jahresausscheidung 1966 „Schlagerderby“ des Deutschlandfunks belegten die German Blue Flames mit ihrem Hit den 3. Platz, in der Hitparade von Radio Luxemburg schlugen sie ebenfalls das Original mit der Position 11, Platz 15 in der „Deutschen Club-Hitparade“
Jugend-Beat-Magazine wie Musikparade und Ok schrieben damals in reißerischer Form über den „Band-Krieg“ („1 . 0 für German Blue Flames“, „Das große Tralala um das heiße ‚Sha-la-la-la-lee‘“, „Sind die Faces sauer?“, „Das Ohr am Feind“).
Zusätzliche Konkurrenz wurde zur selben Zeit  (Februar 1966) von Star-Club-Records (Philips) (148 547 STF ) mit einer dritten Aufnahme des Erfolgsstücks ins Rennen geschickt mit der Single Sha-la-la-la-lee (Lynch / Shuman) / Old McDonald (add. & arr. by The "In" Crowd) von The „In“ Crowd, ein Pseudonym der erfolgreichen deutschen Beat-Gruppe The Rattles.

### Mode
Die German Blue Flames galten in der deutschen Beatszene als außergewöhnlich modebewusste Band, die von verschiedenen Modegeschäften mit aktuellen Courreges- und Op-Art-Anzügen ausgestattet wurden und ihr „Saubermann“-image auch durch gepflegte Kurzhaar-Frisuren und Anzug oder Smoking mit Fliege zu unterstreichen suchte.

### Auflösung und Wiedervereinigungen
Im August 1966 verließ Ulrich Feldhege die Band; er beendete als erster sein Studium und trat in den Schuldienst als Lehrer ein. Von 1973 bis 1990 war er Mitglied der von ihm gegründeten Dixieland-Jazz-Band "Pupe´s Spaß Band", die 1978 die LP "Lustige und freche Lieder" aufnahm und bei Delta-Music veröffentlichte.
Die German Blue Flames machten noch ein Jahr zu viert weiter. Bevor sich die Ursprungsband auflöste, nahmen die Flames im Oktober 1966 zwei Tage im Südwestfunk-Studio Baden-Baden live dreizehn Titel auf, darunter All Or Nothing, From Home, When I Come Home, What You´re Gonna Do About It, neue Versionen von Rhythm & Blues And Joe, Olé Bardot  und Everybody sowie der oft von ihnen live gespielte Chuck-Berry-Titel Too Much Monkey Business. Die Titel wurden allerdings offiziell nie veröffentlicht; erst 2004 erschienen aus dieser Session die zwei Titel That´s What I Want und From Home auf der CD Ruhrgebeat (Bear-Family-Records).
Ab Anfang 1967 arbeitete Hartmut Kulka als Solist weiter und veröffentlichte zwei Singles unter dem Pseudonym Ken Howard und eine Single unter seinem echten Namen zusammen mit dem Frontmann von "Gaslight Union", Phil Cantley. Anschließend war "Kuli" weiterhin bis in die aktuelle Zeit im Musik-Geschäft aktiv als Songschreiber, Toningenieur, Produzent und Berater. Er arbeitete für zahlreiche bekannte deutschsprachige Rock-, Pop- und Schlager-Interpreten.
Hans Lißeck gründete 1968 eine weitere Version der German Blue Flames mit Helge Napieralla (Trompete), Burckhard Schimmelpfennig (Orgel, Saxophon), Klaus Sonnefeld (Gitarre, Gesang), Lutz Krüger (Saxophon), Heiner ‚Fred‘ Kalinke (Gesang, Bass) Sie nahmen Anfang 1968 eine weitere unveröffentlichte LP für die Electrola unter dem Arbeitstitel Games with the Flames. mit insgesamt 11 Tracks auf, von der jedoch keine eigentlichen Masterbänder hergestellt wurden. Die Vorproduktion fand in Hans Beukenbergs Gelsenkirchener Ton- und Film-Studio statt. Dem letzten Urmitglied der German Blue Flames folgte als Schlagzeuger John James und diesem Jörg Nagel. Entstanden war eine völlig neue Band, und dieses bedeutete im Sommer 1968 das Ende der zweiten German Blue Flames-Formation. In den Jahrzehnten danach war Hans immer wieder nebenberuflich als Songschreiber, Studio-Produzent und Musikmanager aktiv.
Die Wiedervereinigungen der German Blue Flames gingen einher mit der von ihm 1986 gegründeten Revival-Bewegung „Die Wilden Sechziger“ in Gelsenkirchen und darüber hinaus. Sie veranstalteten mit insgesamt ca. 50 Bands (teilweise in den Original-Besetzungen der 60er und 70er Jahre) Konzerte. Daraus ging 1989 das von Hans Lißeck gegründete und geleitete, über 30 Musiker starke Rock Orchester Ruhrgebeat (zunächst Ruhrgebeat Bigband oder Gelsenkirchener Bar-Rock genannt) hervor. Hartmut Kulka gehörte zu den Beratern des konzertanten Ensembles, das Rock- und Pop-Hits aus über fünf Jahrzehnten und eigene Songs aufführt (Stand 2017).
Eine der Bands, die zwischen 1986 und 1990, 1996, 2002 und 2014 nochmal in Original-Besetzung für einige Stücke auftrat, waren die German Blue Flames. Ihre erste Reunion 1986 diente vor allem der Vorstellung und Promotion des ersten Buches über die Band von Wilfried Batke (German Blue Flames. Beat im Ruhrgebiet. Bochum 1986) und der Förderung der Integration von hörgeschädigten Kindern und Jugendlichen. Die "Wilde-Sechziger"-Konzerte sind teilweise dokumentiert auf zwei Vinyl-Doppel-LPs, 4 CDs und mehreren Video-Cassetten, jeweils auch mit Einzeltiteln der German Blue Flames (s. Diskografie).

## Diskografie

### Vinyl-Singles
- 03/1964: Rhythm & Blues & Johnny (deutsche Version) (Hartmut Kulka) / Good-bye (Hartmut Kulka / Ulrich Feldhege), Aufnahme: 13. März 1964, FORMAT 0001
- 01/1965: Baby, warte auf mich (deutsche Version von "That´s all about love") / Good-bye (deutsche Version) (beide: Hartmut Kulka / Ulrich Feldhege / Ernst Bader), Aufn. 15./16. Januar 1965, VÖ: 04/1965, ARIOLA 18194 AT
- 01/1965: Sunbeams at the sky (Achim Reichel)  / Ecstasy (Doc Pomus), Aufn. 15./16. Januar 1965, VÖ: 04/1965, ARIOLA 18196 AT
- 01/1965: Mein Herz ist noch frei (deutsche Version von "Sunbeams at the sky"') (Achim Reichel / Toby Lüth) / Lovely lady (Lovely, lovely) (R. Supraner / Rothmann / Ernst Bader), Aufn. 15./16. Januar 1965, VÖ: 04/1965, ARIOLA 18216 AT
- 02/1966: Sha-la-la-la-lee (Mort Shuman / Kenny Lynch) / Rama lama (McNamara / Bill Ramal), 3. Februar 1966, ARIOLA 18778 AT
- 05/1966: Olé Bardot (Hartmut Kulka / Heinrich Landwehr) / Along comes Mary (Tandyn / Almer), Aufn. 29. Mai / 11. Juli 1966 ARIOLA 18996 AT
- 11/1986: Rhythm & Blues & Johnny (deutsche Version) / Good-bye. FORMAT 0001 erscheint als Re-Issue und Beilage zum Buch von Wilfried Batke: German Blue Flames. Beat im Ruhrgebeat" (s. u.) mit leicht verändertem Cover.

### Flexi-Singles
- 26. April 1966: Die German Blue Flames präsentieren den internationalen Hit „Besser geht’s mit … Coke“ (Backer / Hibrius) (o. Nr.) (26. April 1966, Beilage zur Jugendzeitschrift „Bravo“, Promo-Disc)
- 02/1966: Promotion-Flexi-Disc für „Sha-la-la-la-lee“, 3. Februar 1966, ARIOLA

### Vinyl Langspielplatten
- 04/1965: German Blue Flames, Reihe „Liverpool Beat“, mono, Aufnahme: 15./16. Januar 1965, VÖ: 18. April 1965, ARIOLA 72256 IT
- 04/1965: German Blue Flames, Reihe „Liverpool Beat“, stereo, Aufnahme: 15./16. Januar 1965, VÖ: 18. April 1965, ARIOLA 72257 IT
- 1980: German Blue Flames, Reihe „Liverpool Beat“, stereo, re-issue 1980, ARIOLA 200870 – 241
- 1964: Various Artists: Twist Battle Party. Live Recordings der großen Beat Group Night in der Stadthalle Kassel (1964), mono, TLEFUNKEN BLE 14343-P, Mit: The German Blue Flames. Rhythm and Blues and Joe (engl. Version, live)
- 1964: Various Artists: Twist Battle Party, stereo, TELEFUNKEN SLE 14343-P, Mit: The German Blue Flames: Rhythm and blues and Joe (engl. Version, live)
- 1964: Die LP "Twist Battle Party" wurde im Internet mit zwei verschiedenen Ausgaben zum einen aus Kolumbien (Colombia) (Discogs) und zum anderen aus Uruguay (Popsike) angeboten. Ob es sich um legale bzw. autorisierte Ausgaben handelt, ist zweifelhaft.  Die Plattenhüllen (Cover) unterscheiden sich geringfügig von der der deutschen Original-Ausgabe. Ebenfalls unbekannt ist, ob es sich bei den beiden Südamerika-Ausgaben um die Stereo- oder Mono-Ausgabe handelt.
- 1987: Various Artists: „Die wilden Sechziger“ „live“ vim 2. Beat-Fest 13. November 1987 Hans-Sachs-Haus Gelsenkirchen, Wilde Sechziger Records L 001/2 (C 1987 by BIG „Wilde 60er“), Doppel-LP, Mit German Blue Flames: Be-bop-a-lula
- 1989: Various Artists: Die wilden Sechziger. pro Ruhrgebeat, Emscherland ELP 1150-51, Doppel-LP, Mit: German Blue Flames: Ginny come lately

### Compact Discs
- 1987: Various Artists. „Die wilden Sechziger“ „So schön, schön war die Zeit“ am 13. November 1987 im Hans-Sachs-Haus Gelsenkirchen, Emscherland CD, WKCD 1014, Mit: The German Blue Flames: Be-bop-a-lula
- 1988: Various Artists: Die wilden Sechziger. Rendezvous mit Jeans und Stöckelschuh  „live“, 11. November 1988, Emscherland CD 1116, Mit: The German Blue Flames: Ecstasy
- 1989: Various Artists: Die wilden Sechziger pro Ruhrgebeat, Emscherland CD 1152, Mit: The German Blue Flames: Ginny come lately
- 1989/1990: Various Artists: Die Wilden Sechziger - Dat Beste. Emscherland CD 1163. Mit: The German Blue Flames: Ginne come lately
- 1994: Various Artists: Die deutschen Beat Bands, 2 CDs, 1994, Starpool / Polygramm 516 699-2, Mit: The German Blue Flames: Sunbeams at the sky
- 1995: The German Blue Flames. Eine Legende. Ruhrgebeat Records RR 9302, o. J.
- 2001:The German Blue Flames (Reihe: “Smash …! Boom …! Bang …!”), 2001, Bear Family Records BCD 16455 AR. Mit Booklet (Text über German Blue Flames von Hans-Jürgen Klitsch, 44 S.)
- 2004: Various Artists. Ruhrgebeat (Reihe: “Smash …! Boom …! Bang …!”), 2004, Bear Family Records BCD 16474 A., Mit: The German Blue Flames: That´s what I want, From home. Mit Booklet-Text über German Blue Flames von Hans-Jürgen Klitsch, S. 13
- 2004: Various Artists. Beat-Battle (Reihe: "Smash ...! Boom...! Bang ...!"), 2004, Bear Family Records BCD 16464 AR. Mit: The German Blue Flames: Rhythm and blues and Joe (engl. Version, live). Mit Booklet-Text über German Blue Flames von Hans-Jürgen Klitsch, S. 50
- 2006: Klaus F. Bresser (Hg.): Various Artists: Vestland Beat Vol. 1. pro media musik & film, Recklinghausen, CDPM 060813. Mit: The German Blue Flames. Ecstasy. Mit Booklet (24 S.), Text: Klaus F. Bresser, Seite 11: The German Blue Flames.
- 2006: Klaus F. Bresser (Hg.): Various Artists: Vestland Beat Vol. 2. pro media musik & film, Recklinghausen, CDPM 060823. Mit: The German Blues Flames: Too much monkey business,
- 2008: Klaus F. Bresser (Hg.): Various Artists: Vestland Beat Vol. 3. The Best - Live aus den 60ern. pro media musik & film, Recklinghausen, CDPM 080913. Mit: The German Blue Flames: Sunbeams at the sky, Everybody. Mit Booklet (8 S., aber unpaginiert), Text: Klaus F. Bresser, Seite 5: The German Blue Flames, Gelsenkirchen.
- 2019: Twinkle (Lynn Annette Ripley): Girl In A Million. The Complete Recordings (Cherry Red Records). CD 1, Track 22: Sha-la-la-la-lee (live) zusammen mit den "German Blue Flames". Aufgenommen und gesendet  am 27. Februar 1966 in der Stadthalle Bremen vom "Beat Club" Radio Bremen, bisher nur enthalten auf "Beat-Club"-DVDs. Liner Notes von Twinkles Schwester Dawn James. (Die Identität der Aufnahme wurde im Namen der German Blue Flames  von den beiden Band-Mitgliedern Hartmut Kulka und Heiner Landwehr eindeutig bestätigt.)
- 2021: Various Artists: Rockin´ With The Krauts Volume 1 (Bear Family Records). Mit: The German Blue Flames: Rhythm and Blues and Johnny

### Video-Cassetten
- 1986: Die wilden Sechziger vom 14. November 1986 – 60 Min.
- 1987: Die wilden Sechziger vom 13. November 1987 – 60 Min.
- 1988: Die wilden Sechziger vom 11. November 1988 – Teil 1, 60 Min.
- 1988: Die wilden Sechziger vom 11. November 1988 – Teil 2, 60 Min.
- 1988: Die wilden Sechziger vom 11. November 1988 – Teil 1 & 2, 120 Min.

### DVDs
- 2006: Werner Kubny, Per Schnell: Halbstark an Rhein und Ruhr, erschienen in der Reihe „Wir in Nordrhein-Westfalen. Unsere gesammelten Werke“, DVD 65, Klartext Verlag, WAZ-Mediengruppe, WDR, 84 Min.
- 2008 (andere Quellen: März 2009): Radio Bremen, Hrsg. The Story Of Beat-Club, Vol. 1, 1965–1968, DVD 1 und DVD 2
- 25. September 2015: Radio Bremen, Hrsg.: Beat Club. (Amplifier-Boxset: 25 DVD) (Auf 2000 Stück limitierte Jubiläumsedition zum 50. Geburtstag des "Beat-Club")